# Aleksandr Kaliánov
Aleksandr Ivánovich Kaliánov (Unecha, Óblast de Briansk, Rusia,  26 de agosto de 1947 - Azuqueca de Henares, España,  2 de octubre de 2020) fue un ingeniero de sonido, cantante pop, actor de cine, compositor, arreglista, productor y presentador de televisión soviético y ruso. Tres veces ganador del premio "Chanson del año" (Шансон года, Shanson goda).

## Biografía
Nació el 26 de agosto de 1947 en la ciudad de Unecha (Óblast de Briansk). Durante muchos años, sus padres enseñaron en la Escuela Secundaria Número 2 de la ciudad y su padre, Iván Yefímovich Kaliánov, fue un profesor de honor de la Federación de Rusia quien en los últimos años de su carrera docente fue director de esa escuela. Aleksandr también estudió en la Escuela Número 2 y se graduó con medalla de plata. Desde muy pequeño, amaba tanto la música como la tecnología y soñaba que en su vida adulta conectaría de alguna manera estos pasatiempos. Después de la escuela ingresó al Instituto de Ingeniería de Radio de Taganrog.
Después de graduarse del instituto, Aleksandr Ivánovich trabajó como ingeniero en la planta de dispositivos semiconductores de Bryansk. Posteriormente, trabajó como ingeniero de radio para instrumentos musicales. Hay varios inventos de él en este ámbito.
Desde 1978 trabajó como ingeniero de sonido en el Sports Palace de Kazán como parte del  grupo Six Young Group. Un conocido personal de Vladímir Vysotski, que fue a dar un concierto a Kazán influyó mucho en el futuro cantante.
Kaliánov trabajó como ingeniero de sonido con otros grupos, tales como "Red Poppies", "Phoenix", al igual que con los cantantes A. Barykin y Ala Pugachova.
En 1984, en el sitio donde ensayaba A. Pugachova, ubicado en el Complejo Deportivo Olimpiski, Kaliánov organizó uno de los primeros estudios de grabación privados en Moscú, "Ton-Service" (se cree que A. Zatsepin creó el primer estudio privado en la URSS a principios de la década de 1970). Desde entonces, Kaliánov también trabajó como productor de sonido y muchos artistas pop rusos y extranjeros grabaron sus canciones en su estudio.
En 1988 A. Kaliánov hizo su debut como cantante en "Christmas Meetings" de Ala Pugachova con la canción "Old Cafe". Luego comenzó a viajar y realizó una gira por Rusia, los países de la CEI, así como en el extranjero cantando para audiencias de habla rusa. Estuvo seis veces en Estados Unidos y dio conciertos en Israel yAlemania.
Llegó a afirmar que había inventado un dispositivo para cantar bajo “madera contrachapada”, el cual automáticamente activaba el fonograma solo en aquellas notas en las que el artista no caía.
Aleksandr Ivánovich Kaliánov murió el 2 de octubre de 2020 a la edad de 73 años.

## Discografía
- Aroma fresco de limas (1984)
- Callejón Dorado (1985)
- El viejo café (1986)
- Taganka (1987)
- Museo del Amor (1989)
- Por el cordón (1991)
- Mala suerte (1993)
- Patrulla nocturna (1995)
- No hablamos (1998)
- Favoritos (2001)
- Dos por doscientos (2002)
- Lyubka de un solo hombre (2004)
- Sonrisa (2008)